# Tamim bin Hamad Al Thani
Sheikh Tamim bin Hamad Al Thani (tiếng Ả Rập: تميم بن حمد آل ثاني;, sinh ngày 3 tháng 6 năm 1980) là vị vua thứ tám và hiện tại của Qatar. Ông là con trai thứ tư của Emir, Hamad bin Khalifa Al Thani. Ông trở thành Emir (vua) của Qatar vào ngày 25 tháng 6 năm 2013 sau khi cha ông từ bỏ. Tamim đã nắm giữ nhiều vị trí của chính phủ trong Qatar và cũng đã làm việc để quảng bá nhiều sự kiện thể thao trong nước. Vào năm 2013, Tamim là quốc vương trị vì trẻ nhất trong số các quốc gia GCC và là quốc vương trẻ nhất hiện nay trên toàn thế giới.

## Tiểu sử
Tamim bin Hamad sinh ngày 3 tháng 6 năm 1980 tại Doha, Doha, Qatar. Ông là con thứ tư của Sheikh Hamad bin Khalifa Al Thani, và con trai thứ hai của Sheikha Moza bint Nasser Al Missned, vợ thứ hai của Hamad. Tamim được đào tạo tại Trường Sherborne ở Anh Quốc (Dorset), và tại trường Harrow, nơi ông đậu level A vào năm 1997. Sau đó ông theo học tại Học viện Quân sự Hoàng gia Sandhurst, tốt nghiệp năm 1998.

## Nghề nghiệp
Sheikh Tamim được ủy nhiệm làm Thiếu úy Trung đội trong Lực lượng Vũ trang Quân đội Qatar sau khi tốt nghiệp Đại học Sandhurst. Ông trở thành người thừa kế của ngôi vua Qatar vào ngày 5 tháng 8 năm 2003, khi anh trai Sheikh Jassim từ bỏ tuyên bố của mình về tựa đề này. Kể từ đó, ông được chuẩn bị để nắm quyền, làm việc trong các vị trí hàng đầu về an ninh và kinh tế. Năm 2009, ông được bổ nhiệm làm phó chỉ huy lực lượng vũ trang của Qatar. 